# Wirt (Nowy Jork)
Wirt – miasto w Stanach Zjednoczonych, w stanie Nowy Jork, w hrabstwie Allegany.